# Aleksandr Korniejew
Aleksandr Korniejew (ros. Александр Корнеев, ur. 11 września 1980 w Moskwie) – rosyjski siatkarz, reprezentant kraju, grający na pozycji przyjmującego. Aktualnie występuje w Uralu Ufa. W 2008 roku w Pekinie zdobył brązowy medal olimpijski.

## Kluby
| Klub                        | Kraj  | od        | do        |
| Dynamo MGFSO-Olipmus Moskwa | Rosja | 1994–1995 | 1995–1996 |
| Samotłor Niżnewartowsk      | Rosja | 1996–1997 | 1997–1998 |
| Lokomotiw Biełgorod         | Rosja | 1998–1999 | 2001–2002 |
| Łucz Moskwa                 | Rosja | 2002–2003 | 2004–2005 |
| Dinamo Moskwa               | Rosja | 2005–2006 | 2007–2008 |
| Zenit Kazań                 | Rosja | 2008–2009 | 2008–2009 |
| Lokomotiw Nowosybirsk       | Rosja | 2009–2010 | 2009–2010 |
| Dinamo Moskwa               | Rosja | 2010–2011 | 2010–2011 |
| Ural Ufa                    | Rosja | 2011–2012 |           |

## Osiągnięcia klubowe
- Mistrzostwo Rosji - (2000, 2006, 2008, 2009)
- Wicemistrzostwo Rosji - (2004, 2007)
- Puchar Rosji - (2007)
- Brązowy medal Ligi Mistrzów - (2007)

## Osiągnięcia reprezentacyjne
- Brązowy medal Ligi Światowej - (2006)
- Srebrny medal Ligi Światowej - (2007)
- Srebrny medal Pucharu Świata - (2007)
- Brązowy medal Ligi Światowej - (2008)
- Brązowy medal IO - (2008)